# Корбридзький лев
Ко́рбридзький лев — давньоримська скульптура з пісковику, що зберігається в Нортумберленді, Англія. Зберігається в Корбридзькому музеї римських розкопок, яким керує English Heritage (Англійська спадщина).

## Опис
Зображує лева, який стоїть на переможеній тварині (можливо на оленю) на напівциліндричній кам'яній основі. Розміри статуї сягають 0,95 метрів у довжину, 0,36 метрів у ширину і 0,87 метрів у висоту. Датована приблизно II або III століттями н. е.
Початково вважалася частиною декоративного поховального орнаменту з гробниці (символ перемоги смерті над життям). Але в подальшому статуя виконувала роль джерела — через рот була пропущена водопровідна труба.

## Історія знахідки
Була знайдена в резервуарі для води під час розкопок, очолюваних Леонардом Вуллі на території містечка Корії, що знаходиться біля римського захисного укріплення (Адріанів вал). 
У своєму автобіографічному збірнику «Підготовка» Вуллі зазначав, що статую випадково знайшли працівники, поки він сам був у банку в Корбриджі, забираючи заробітну платню робітників. Коли вони розповіли археологу про знахідку, чоловік, що розкопав її сказав: «Коли я вперше побачив це, подумав, що в лева в роті апельсин!».

## Інші знахідки
Вважається, що щонайменше було знайдено чотирьох левів у Корбриджі, два з яких були розкопані разом з обгороджувальною стіною біля мавзолею II століття в Шорден-Брей, на захід від римського містечка. Один був влаштований у стіну в селі, інший (зараз втрачений) — був у приватному музеї, що належав Бартолом'ю Ламлі під час XIX століття.

## Сучасний світ
На честь статуї був відкритий готель «The Lion of Corbridge» (зачинений 2003 року), що розташовувався на півдні міста.